# Draghixa Laurent
Draghixa Laurent, bekannter unter dem Namen Draghixa (* als Dragica Jovanović am 3. Juni 1973 in Split, SR Kroatien, SFR Jugoslawien) ist eine kroatisch-französische Pornodarstellerin.

## Leben
Laurent kam in ihren Kinderjahren nach Frankreich. Sie begann eine Ausbildung zur Friseurin, ging aber im Jahre 1994 in die Vereinigten Staaten, um ihr Glück im Hardcoregeschäft zu versuchen. Ihr erster Film „Offertes à tout n° 3“ unter der Leitung von Sandrine Ricaud für Marc Dorcel war ein Erfolg. Für die Hauptrolle in dem Film „Der Duft der Mathilde“ erhielt sie 1995 einen Hot d’Or Award. Einige Monate nach diesem Erfolg beendete sie ihre recht kurze Karriere als Darstellerin. Seitdem ist sie nicht mehr als Darstellerin tätig gewesen. In ihrer Laufbahn wirkte sie in etwa 70 Filmen mit, am bekanntesten sind ihre Arbeiten mit Marc Dorcel. Sie war im März 1995 auf dem Cover der französischen Ausgabe des Playboy abgebildet.

## Musik
Laurent hat zudem eine Single mit dem Titel „Dream“ veröffentlicht. Zudem ist sie auf dem Titel „Did You Test (Faster Pussy Mix)“ der Band „Lapsus“ und im Videoclip von Silmarils zum Song „Cours Vite“ (zusammen mit den Darstellerinnen Lydia Chanel und Zabou) und im Video von Demon VS Heartbreaker zu „You are my high“ zu sehen.

## Auszeichnungen
- 1995: Hot d’Or Award „Beste europäische Schauspielerin“
- Beste französische Darstellerin beim internationalen X-Festival in Brüssel

## Filmografie
- 1993: Il diario di Milly
- 1993: Adolescenza perversa
- 1993: Teeny Exzesse 28 – Zarte Schlüpfer: Junge Teenys geben Gas
- 1993: Teenies im Sex-Urlaub
- 1993: Private Film 6: Lady in Spain
- 1993: Offertes à tout 3
- 1993: Les Lolos de la garagiste
- 1993: Body English
- 1993: Maximum Perversum 36: Mit Faust und Schwanz
- 1994: Up and Cummers 7
- 1994: Teeny Party
- 1994: Violentata davanti al marito
- 1994: Tout le monde dit oui
- 1994: Taboo XII
- 1994: Stiff Compitition II
- 1994: Shane’s Ultimate Fantasy
- 1994: Private Video Magazine 6
- 1994: Private Video Magazine 7
- 1994: Private Video Magazine 8
- 1994: Private Property (Kurzfilm)
- 1994: Private Film 7: Forbidden Desires
- 1994: Older Men with Younger Women 2
- 1994: Off Duty Porn Stars
- 1994: Ms. Behaved
- 1994: Maximum Perversum 42 – Doppel-Loch
- 1994: Intimité violée par une femme 21
- 1994: Gang Bang Wild Style II
- 1994: Gang Bang Face Bath 3
- 1994: Euroslut 2
- 1994: Euro-max 2: Cream ‘n’ Eurosluts
- 1994: Draghixa with an X
- 1994: Dracula
- 1994: Divina Commedia – Seconda parte
- 1994: Dick & Jane Up, Down and All Around
- 1994: Concetta Licata
- 1994: Butt Banged Bicycle Babes
- 1994: Bun Busters 18
- 1994: Blonde Forces 2
- 1994: Anal Arsenal
- 1995: The Voyeur
- 1995: Der Duft der Mathilde (Le parfum de Mathilde, Fernsehfilm)
- 1995: Verborgene Gefühle (Elements of Desire)
- 1995: Aphrodisia (Fernsehserie)
- 1995: Up and Cummers 15
- 1995: The Grind
- 1995: The Games Women Play
- 1995: Silmarils: Cours vite (Kurzfilm)
- 1995: Sexy Zap (Fernsehserie)
- 1995: Sex and Money
- 1995: Seduction italiano
- 1995: Searching for Pleasure!
- 1995: Radical Affairs 7
- 1995: Nasty Girls 6
- 1995: Il marito
- 1995: Honeydrippers 2: Blonde Forces
- 1995: Hamlet: For the Love of Ophelia
- 1995: Festrivial de Cannes 3
- 1995: Die Entführung (Sequestro di persona)
- 1995: Büro Miezen (Line Up)
- 1996: Citizen Shane
- 1996: Lesbian Lovers 2
- 1996: Sperma Klinik
- 1996: Die Entführung 2 (Sequestro di persona 2)
- 1998: Maximum Perversum 69 – Perverse Leidenschaften
- 1998: Anal X Import 18: France
- 1999: Cum Shots 2
- 2000: Decadence
- 2002: Private Lust Treasures 1
- 2006: Anal Deluxe Anthology